# Sternwarte Sankt Andreasberg

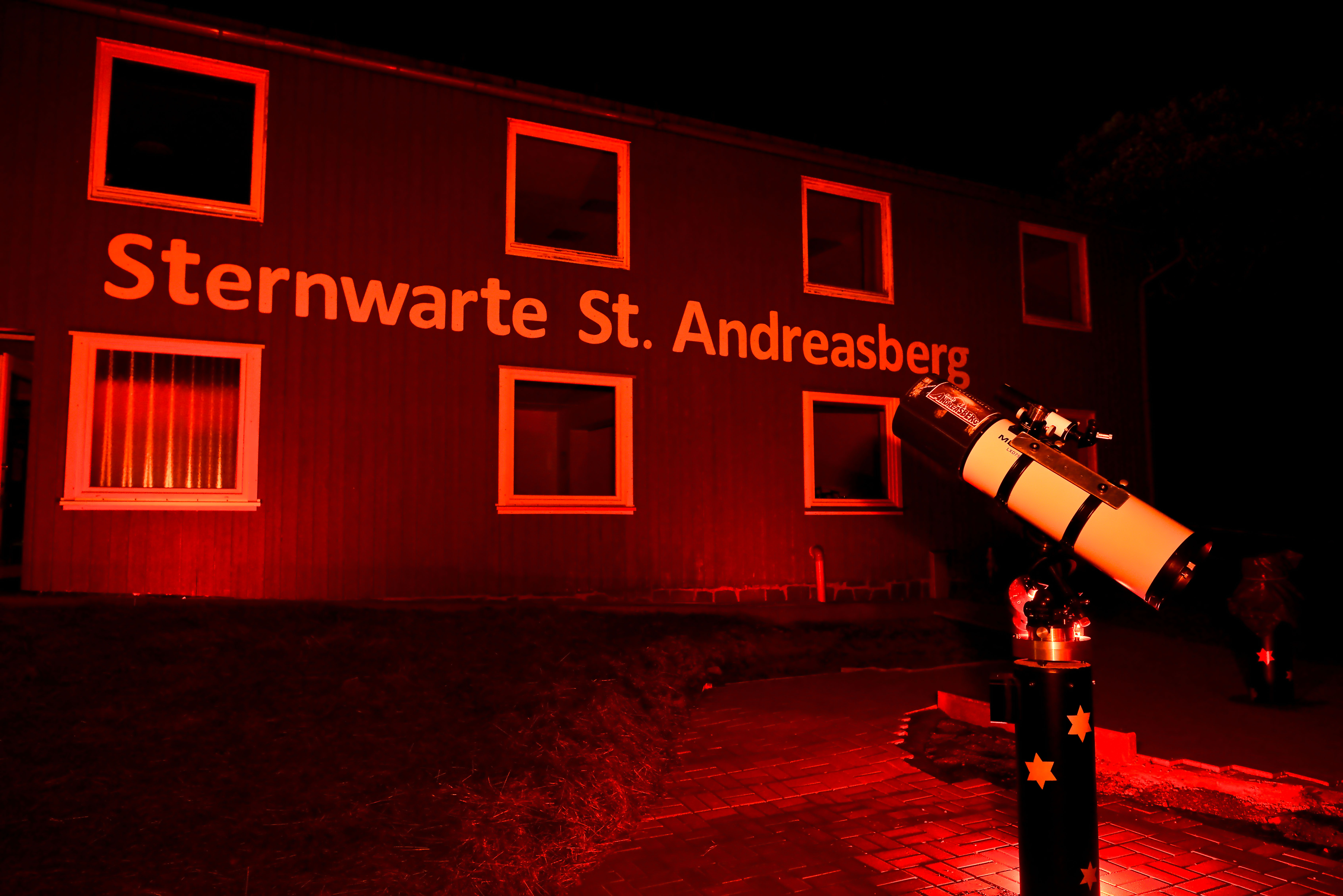
Gebäude der Sternwarte

Die Sternwarte Sankt Andreasberg ist ein Projekt des 2008 gegründeten gemeinnützigen Vereins Sternwarte Sankt Andreasberg e. V. Sie wurde im August 2014 im Ortsteil Sankt Andreasberg der Stadt Braunlage im Oberharz eröffnet und soll zur ersten vollständig barrierefreien Sternwarte in Deutschland ausgebaut werden.
Als Ziel nennt der betreibende Verein, allen Menschen – behinderten und nicht behinderten – den Himmel nahe zu bringen. Himmelsbeobachtungen, Vorträge und Workshops vermitteln den Besuchern astronomische Grundkenntnisse.

## Standort

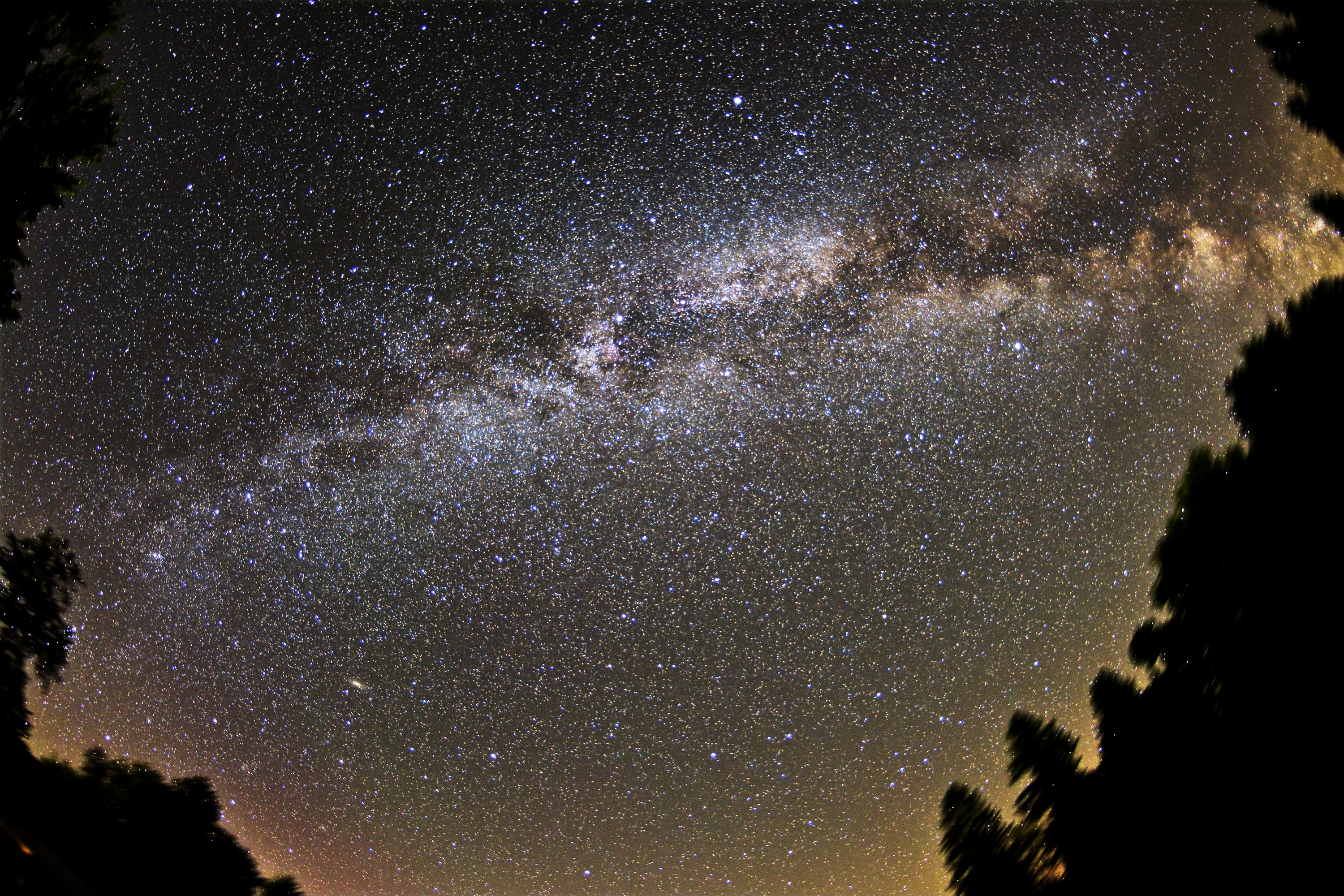
Nahezu natürlicher Blick auf die Milchstraße

Die Sternwarte Sankt Andreasberg liegt am Rehberg auf dem Gelände des Internationalen Haus Sonnenberg (IHS), einer internationalen Bildungsstätte. Sie ist die höchstgelegene Sternwarte in Norddeutschland. Die Luft ist in 710 Meter Höhe besonders trübungsarm und die Lichtverschmutzung im Naturpark Harz – weitab von großen Städten – niedriger als in den meisten anderen Gegenden Norddeutschlands.
Sankt Andreasberg gehört laut Bundesamt für Naturschutz astronomisch zu den sechs besten Standorten in Deutschland. Messungen mit dem Sky Quality Meter zeigten im April 2011 einen Wert von 21,81 mag/arcsec².
Sankt Andreasberg wurde 2011 in die Liste der „StarParks“ der von der UNESCO unterstützten Starlight-Initiative aufgenommen.

## Geschichte
Der Verein Sternwarte Sankt Andreasberg wurde 2008 gegründet mit dem Ziel, eine Sternwarte für alle Menschen zu bauen und zu betreiben. Zunächst sollte die Sternwarte auf einem Grundstück auf der Jordanshöhe neu gebaut werden. Aufgrund von Umweltschutzauflagen entschied man sich aber im Juli 2013, ein Gebäude am Internationalen Haus Sonnenberg – rund 1 km nördlich des ursprünglich vorgesehenen Standorts – anzumieten und zu einer Sternwarte umzubauen. Die Baumaßnahmen im Haus und im Außenbereich wurden zum großen Teil durch Spenden finanziert.
Die Eröffnung erfolgte am 22. August 2014. Die Ostseite des Gebäudes soll um eine Beobachtungskuppel erweitert werden.
Im Februar 2024 hat der Verein Sternwarte St. Andreasberg e. V. seinen neuen Podcast „Sternenlicht“ gestartet, bei dem es um verschiedenste Themen der Astronomie und Aktuelles am Himmel geht – verständlich erklärt für Laien und fortgeschrittene Astronomie-Interessierte. Der Podcast ist kostenlos über alle gängigen Plattformen verfügbar.  Bebildert läuft er auch auf dem YouTube-Kanal der Sternwarte.
Die Sternwarte St. Andreasberg ist heute auch ein Ort der Forschung und Bildung, sie arbeitet eng mit Schulen und Universitäten zusammen, und ist Mitglied der Vereinigung der Sternfreunde dem größten Dachverband für Amateurastronomie.

## Ausstattung
Im Außenbereich gibt es fünf Teleskopsäulen in unterschiedlicher Höhe mit Elektroanschlüssen und Datenübertragungsmöglichkeiten. Der Verein verfügt über mehrere Teleskope, die von Gästen genutzt werden können. Ein Spiegelteleskop mit einem Hauptspiegel mit 400 mm Durchmesser (16″ f/8 Hypergraph) mit einer computergesteuerten Montierung, Typ Knopf MK70S, wurden erstmals während des STATT 2015 (13. – 16. August 2015) eingesetzt.
Das Spiegelteleskop kann sowohl visuell als auch fotografisch genutzt werden.

## Barrierefreiheit

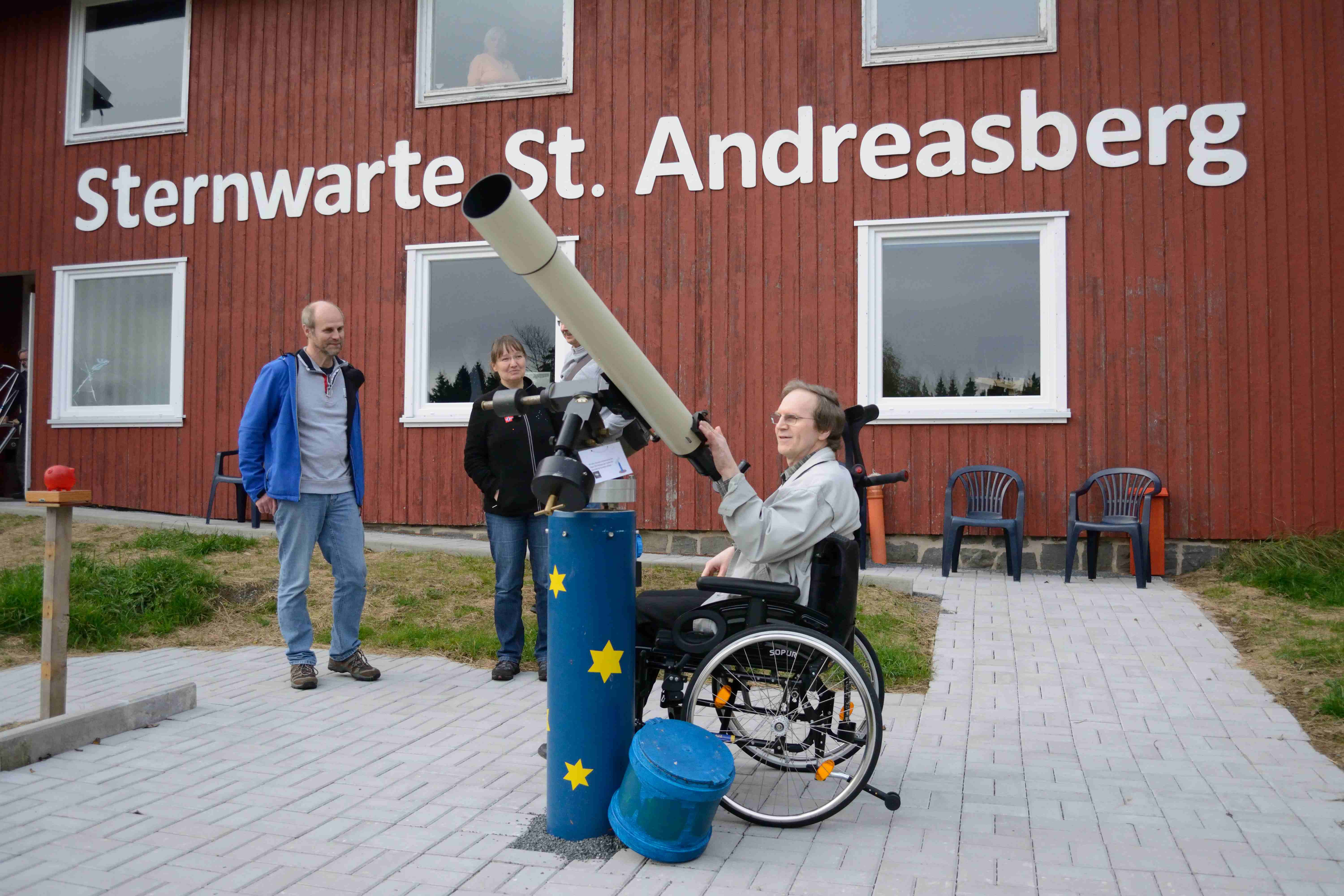
Rollstuhlgerechte Teleskopsäulen

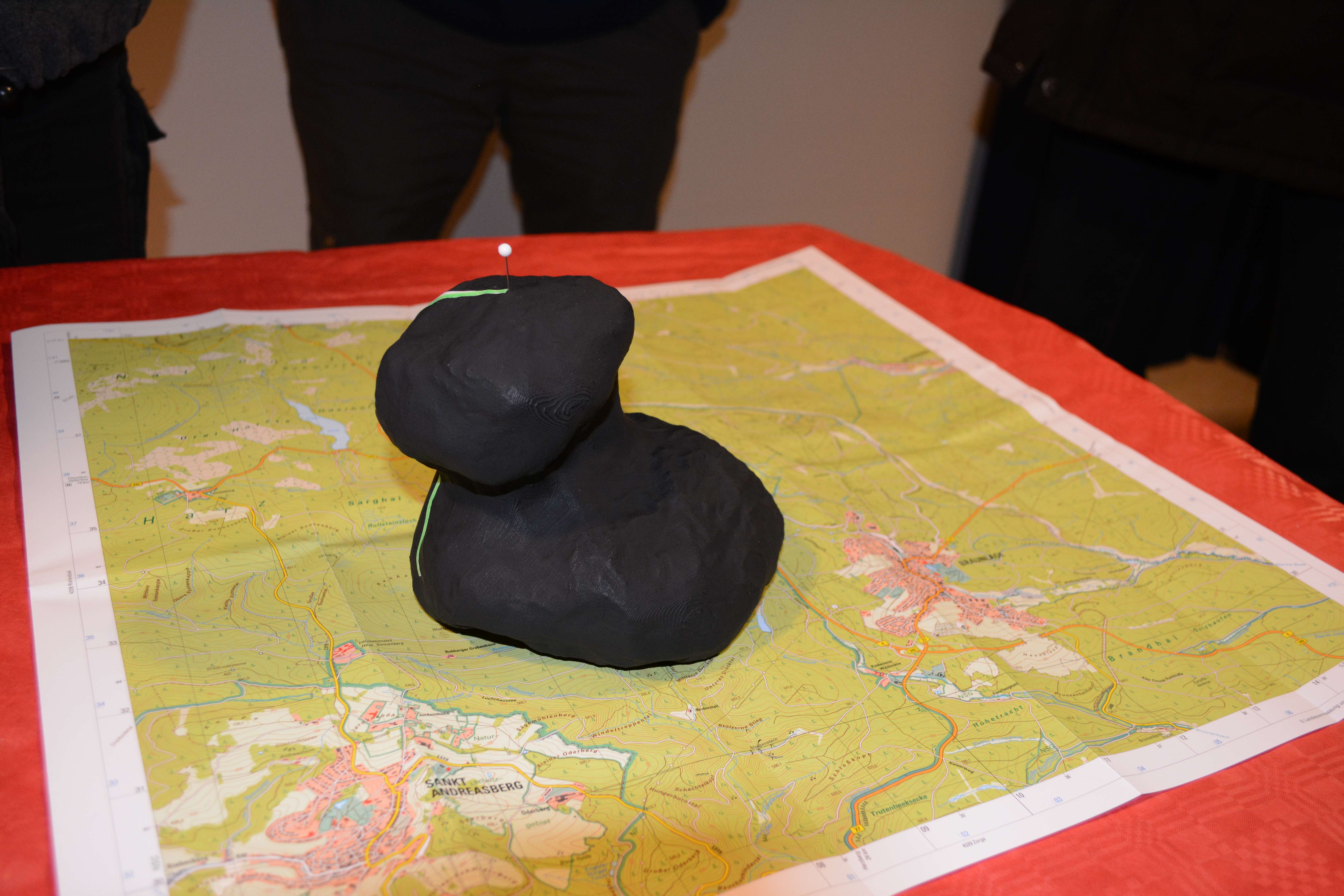
Maßstabsgetreues Modell des Kometen Churyumov–Gerasimenko

Ziel ist es, eine möglichst vollständig barrierefreie Sternwarte zu realisieren. Sie soll für alle Menschen zugänglich sein. Dafür sorgen im Gebäude und im Außengelände ausreichend breite Türen, stufenlose Zugänge und Rampen für Menschen mit Mobilitätseinschränkungen sowie Handläufe mit Brailleschrift. Die Angebote und Medien der Sternwarte sprechen alle Sinne an und berücksichtigen Einschränkungen wie Lern-, geistige, Seh-, Hör- und auch Bewegungsbeeinträchtigungen.

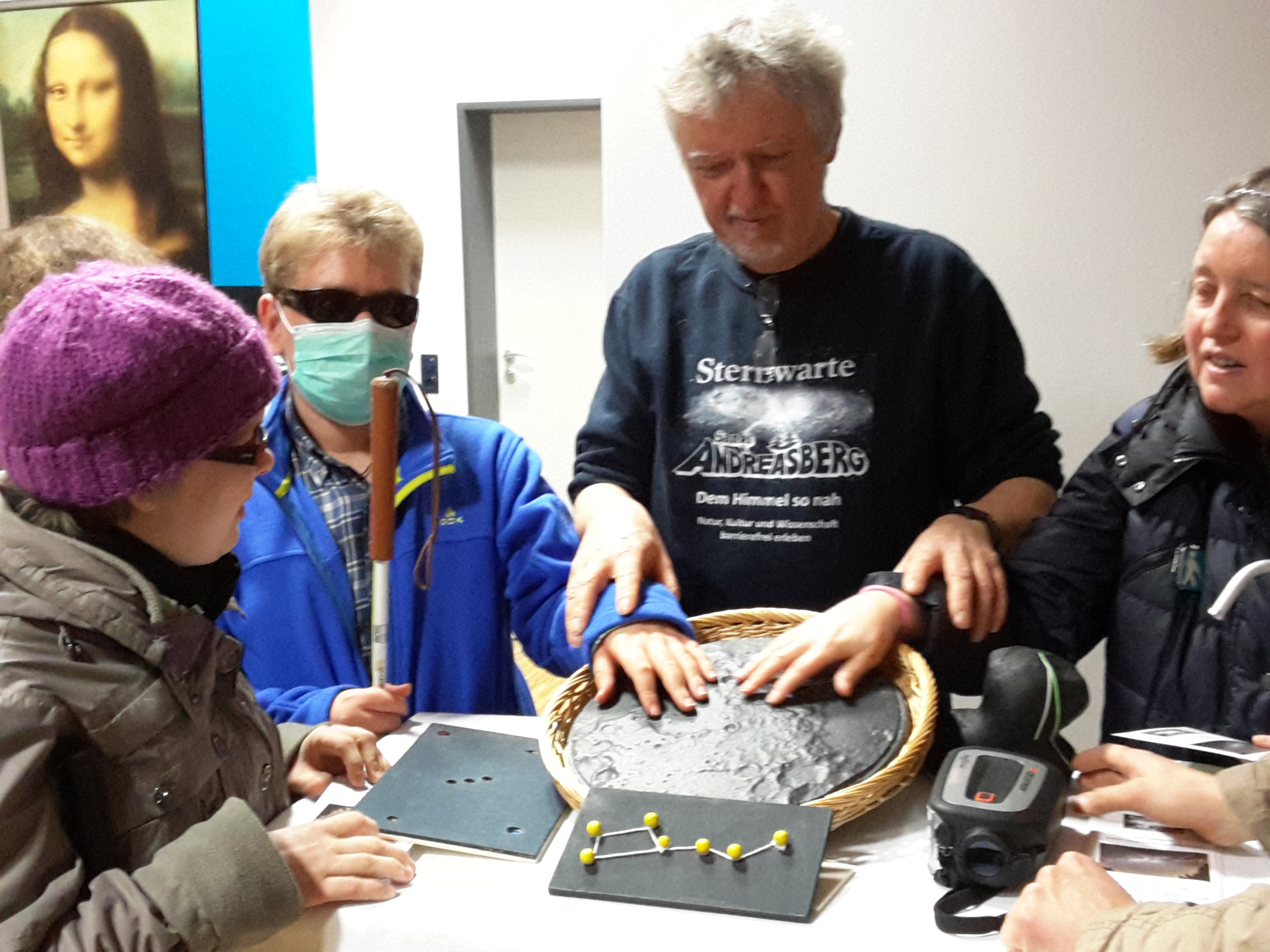
Taktile Sternenkarten und Modell der Mondoberfläche

Taktile Sternenkarten und Modelle von Himmelskörpern machen diese Objekte auch für viele Menschen mit eingeschränktem Sehvermögen erfahrbar und unterstützen den Lernprozess durch das zusätzliche Ansprechen des Tastsinnes. Taktile Sternkarten dienen je nach Art und Gestaltung der Darstellung von Sternzeichen (Sterne in einer Ebene), Darstellung der Größenverhältnisse und Abstände sowie ihrer Lage zueinander im Raum (3D-Modell). Modelle der Mondoberfläche, ganzer Monde, Kometen und Asteroiden aus dem 3D-Drucker ermöglichen es blinden Menschen, einen Eindruck von deren Oberflächenstruktur und Form zu erlangen.
Sprechende Teleskope ermöglichen es Menschen mit eingeschränktem Sehvermögen, einen Eindruck der eigenen Position im Raum und der Lage astronomischer Objekte zu bekommen. Eine Vorrichtung erkennt mit GPS, Kompass und Lagesensor die eigene Position und unterstützt Nutzende durch Sprachanweisungen bei der Ausrichtung und benennt die Objekte, auf die es ausgerichtet ist.
Barrierefreie Teleskopsäulen im Außengelände ermöglichen es Menschen mit Bewegungseinschränkungen, die Teleskope zu bedienen. Der stabile Stand ermöglicht es, diese ohne große Anstrengung und ohne Verwackeln auszurichten. Insgesamt stehen fünf Säulen verschiedener Höhe zur Verfügung.
Live-Projektion von den Teleskopen in den Vortragsraum ermöglichen die Beobachtung durch ein breites Publikum. Menschen mit eingeschränktem Sehvermögen bietet es die Möglichkeit Details zu sehen, die für sie im Teleskop schwer zu erkennen sind. Menschen mit Bewegungseinschränkung erleichtert bzw. ermöglicht es den Zugang zur Beobachtung.

## Sankt Andreasberger Teleskoptreffen
Seit 2009 organisiert der Verein im August das Sankt Andreasberger Teleskoptreffen (STATT) mit über 100 Astronomiebegeisterten aus ganz Deutschland.
Neben Beobachtungsmöglichkeiten gibt es ein Rahmenprogramm mit Vorträgen von renommierten Fachleuten. 2014, zur offiziellen Inbetriebnahme der Sternwarte, fand dort gleichzeitig das jährliche Norddeutsche Sternwartentreffen statt.

## Kooperationen
- Bildungsstätte Internationales Haus Sonnenberg[8]
- Gymnasium Braunlage[8][15]
- Verein Andersicht[16]
- Kreisvolkshochschule Goslar[17]
- Haus der Astronomie, Heidelberg, Abteilung Fortbildung in Schulen
- Netzwerk Norddeutscher Sternwarten
- Behindertenverbände

## Auszeichnungen
- 3. Platz Reiff Bildungspreis für Schulastronomie 2013[18][19]
- 2. Platz Bildungspreis der Region Braunschweig 2014[20]
- Wahl der Sternwarte Sankt Andreasberg zu den „Besten im Harz“ 2015/2016 und 2017/2018 in der Kategorie Natur Pur.[21]